# Скотт Бакула
Скотт Стюарт Бакула (англ. Scott Stewart Bakula; 9 жовтня 1954, Сент-Луїс) — американський актор, відомий своїми ролями у двох науково-фантастичних телесеріалах: як Сем Бекет у Квантовому стрибку, за яку він отримав чотири номінації на премію «Еммі» та «Золотий глобус», і як капітан Джонатан Арчер у т/с Зоряний шлях: Ентерпрайз. З 2014 по 2021 рік він грав роль спеціального агента Дуейна Кассіуса в т/с Морська поліція: Новий Орлеан.
Номінант на премію «Тоні» за роботу на Бродвеї, Бакула зіграв головну роль у комедійно-драматичному серіалі Чоловіки середнього віку та головну роль у другому та третьому сезонах серіалу NBC Чак як батько головного героя Стівена Дж. Бартовскі. З 2014 по 2015 рік він грав підприємця Лінна в шоу HBO У пошуку.

## Біографія
Бакула народився в Сент-Луїсі, штат Міссурі, в сім'ї Саллі (уроджена Зумвінкель) і Джозефа Стюарта Бакули (1928–2014), юриста. У нього є молодший брат і молодша сестра. Сімейне прізвище походить від чеських і словацьких предків, що буквально перекладається як «палиця» (пишеться bakuľa). Він навчався в коледжі Джефферсона, згодом деякий час — у Канзаському університеті, але покинув його.
Бакула переїхав до Нью-Йорка в 1976 році. Він дебютував професіонально під час національного туру мюзиклу «Шенандоа» 1977 року.  На Бродвеї відзначився в 1982 році як дублер у мюзиклі «Чи є життя після старшої школи?» Наступного року з’явився в ролі легенди бейсболу Джо Ді Маджо в мюзиклі «Мерилін: Американська байка», який був показаний 17 виставами. Він отримав номінацію на премію Драма Деск за найкращу акторську гру в ансамблі за гру в оф-бродвейській постановці 1985 року «Троє оголених хлопців до пояса»; пізніше з'явився в         постановці Pasadena Playhouse.
З 1993 по 1995 рік грав Пітера Ханта, репортера та випадковий любовний інтерес в ситкомі Мерфі Браун. У 1995 році Бакула з'явився на обкладинці журналу Playgirl. Зіграв містера Сміта в єдиному сезоні Містер і місис Сміт у 1996 році. Він озвучив Денні Кета в анімаційному фільмі Коти не танцюють (1997). Він також зіграв Джима Олмаєра, одностатевого партнера Джима Берклі Сема Робардса, у фільмі Краса по-американськи (1999).

## Особисте життя
Бакула одружився з Крістою Нойман у 1981 році. У них було двоє дітей, перш ніж вони розлучилися в 1995 році. Пізніше одружився з акторкою Челсі Філд у 2009 році після 15 років стосунків. У Бакули та Філд є двоє дітей.

## Фільмографія
- Квантовий стрибок — 1989 (Серіал)
- Брати-сестри, суперники-суперниці (1990)
- Лос-анджелеська історія — 1991 (Комедія) [DVD]
- Необхідна жорстокість — 1991 (Комедія)
- Колір ночі — 1994 (Трилер) [VHS] [DVD]
- Пристрасть до вбивства — 1994 (Еротичний трилер)
- Повелитель ілюзій — 1995 (Жахи/Містика)
- Коти не танцюють — 1997 (озвучував кота Денні)
- Краса по-американськи — 1999 (Драма) [VHS] [DVD]
- Зловісна схильність — 1999 (Трилер)
- Зоряний шлях: Ентерпрайз — 2001—2005 (Серіал)
- Чак — 2009 (Серіал)
- Інформатор — 2009 (Трилер / Чорна комедія)
- Чоловіки середнього віку — 2009 (Серіал)
- Початковий код (фільм) — 2011 (Трилер / Фантастика) — озвучував батька капітана Колтера Стівенса
- За канделябрами — 2013